# Fredrik Lööf

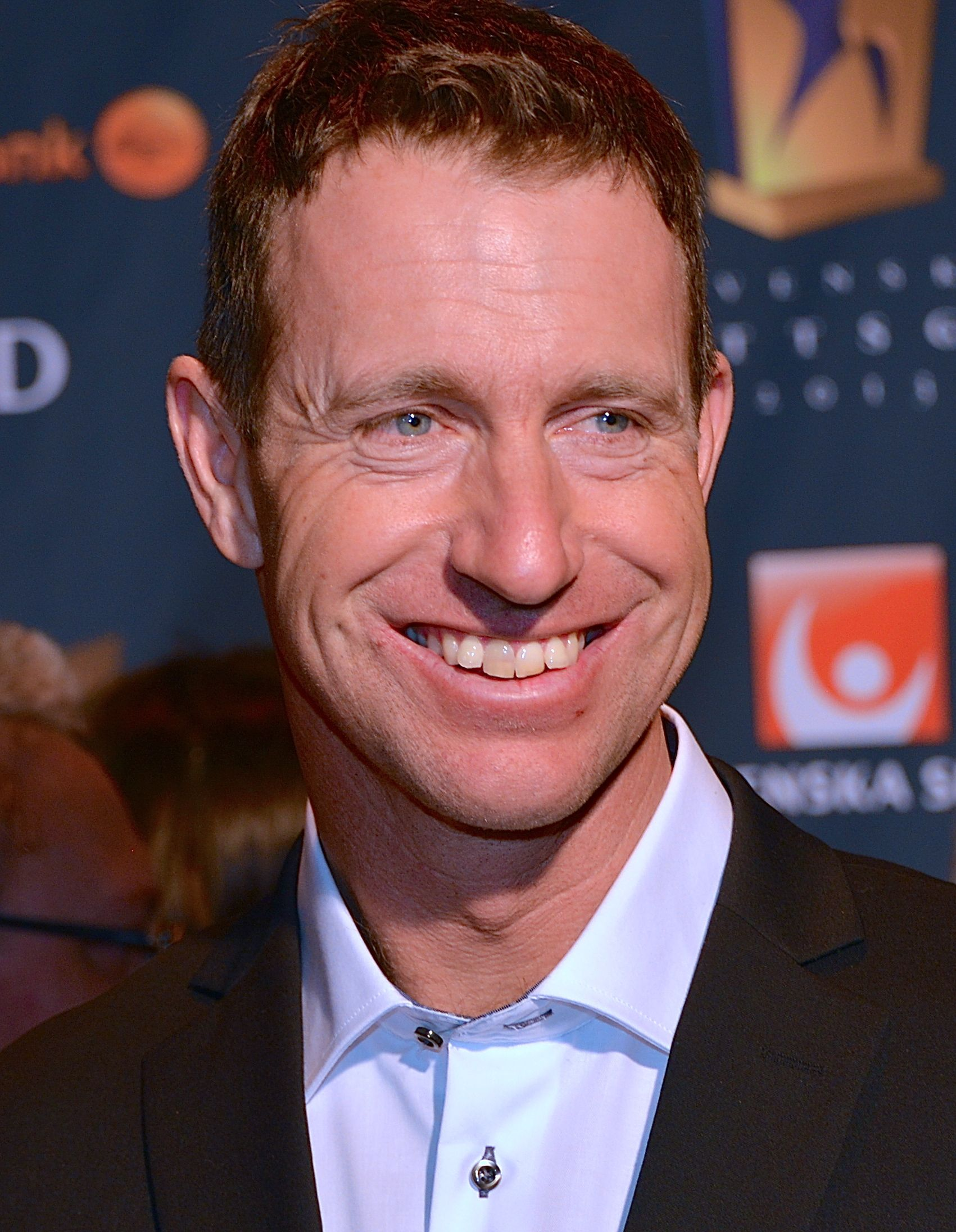
Fredrik Lööf på Idrottsgalan på Globen i Stockholm den 14 januari 2013.

Max Emil Fredrik Lööf, född 13 december 1969 i Kristinehamn, är en svensk seglare som tävlar i starbåt och finnjolle.
Som treåring fick Fredrik Lööf sin första båt, en optimistjolle i trä. Båten var byggd av hans far Max-Ingvar Lööf. Mellan 1992 och 1996 tävlade han för Kristinehamns Kanotseglare (Kristinehamns KS) och sedan år 2000 seglar han för KSSS. Lööf har ställt upp i OS sex gånger och tagit tre medaljer. Vid OS-seglingarna i London 2012 vann han guld i starbåt tillsammans med Max Salminen. Han har också tagit två bronsmedaljer i olympiska spel: En vid OS i Sydney 2000 i finnjolle och en vid Peking i starbåt tillsammans med Anders Ekström.
I oktober 2021 blev Lööf invald som nummer 14 i svensk seglings Hall of Fame.
Lööf är bosatt i Saltsjöbaden.